# أهتي كارجالاينن
أهتي كالي سامولي كارجالاينن (10 فبراير 1923 - 7 سبتمبر 1990)، هو سياسي فنلندي. شغل منصب رئيس وزراء فنلندا لفترتين. ومع ذلك، فقد اشتهر بفترة توليه منصب وزير خارجية فنلندا. يعتبر كارجالاينن واحد من أكثر الشخصيات نفوذاً في السياسة الفنلندية بعد الحرب.

## روابط خارجية
- أهتي كارجالاينن في قاعدة بيانات الوزير بمجلس الدولة [وصلة مكسورة] [ رابط معطل دائم ][ رابط معطل دائم ]
- سيرة Karjalainen على صفحات Hirvensalmi
- Ahti Karjalainen في معرض مقاطع الصوت الوطني YLE